# Festival interceltique de Lorient 2001
La 31e édition du Festival interceltique de Lorient se déroule du 3 au 12 août 2001. La Galice est la nation celtique mise en avant pour cette édition,.
Le budget de l’événement s'élève à 30 millions de francs (4,57 millions d'euros), et bénéficie alors d'une hausse des subventions publiques versées qui passent de 13 % à 20 % de son budget. La ministre de la culture Catherine Tasca assiste aux premiers jours du festival.
La préparation du festival se fait dans un climat interne tendu. À la suite de désaccords avec le directeur artistique du festival Jean-Pierre Pichard, le président Guy Delion démissionne de son poste en janvier 2001. Il est remplacé à titre transitoire plusieurs mois par Jean-Michel Férézou avant que Jacques-Charles Morice n'occupe la fonction à partir de l'automne 2001

## Programmation
Le festival reçoit notamment Tri Yann, Dan Ar Braz, Yann-Fañch Kemener, Myrdhin, EV avec Jim O'Neil, Djiboudjep et King Chiaullee.
On assiste à la reprise du spectacle The Pilgrim de Shaun Davey. L'album Live Holl a-gevret ! de Denez Prigent est enregistré lors de cette édition, tout comme certains morceaux de l'album Parcours d'Alan Stivell.

## Concours
Le Championnat national des bagadoù est remporté par le bagad de Pontivy.
Le Trophée Macallan pour soliste de great Highland bagpipe est remporté par Robert Watt.
Le Trophée Macallan pour soliste de gaïta est remporté par le Galicien Edelmiro M. Fernández (es).
Le Concours International de Pibroc’h est remporté par Roddy MacLeod.
Le Trophée Matilin An Dall pour couple de sonneurs est remporté par Jean Baron et Christian Anneix.
Le Trophée Loïc Raison est gagné par Arsa.
Le Trophée International Greatness de pipe band est remporté par le bagad Roñsed-Mor de Locoal-Mendon.
Le Trophée International Greatness de Batteries est remporté par le Bagad Bro Kemperle.
Mickaël Cozien remporte le prix Kitchen Music.

## Sources